# Adrien Michaux
Pour les articles homonymes, voir Michaux.
Adrien Michaux est un acteur français né le 27 janvier 1977. Au cinéma, il est connu pour avoir joué avec le cinéaste Eugène Green.

## Formation
Ateliers du Théâtre des Quartiers d'Ivry avec Mireille Perrier, Christian Germain, Frédéric Merlo, Dominique Bertola.
ENSATT - École de rue Blanche avec Andrzej Seweryn, Alain Knapp, Claudia Stavisky, Sergeï Issayev et Jean-Pierre Améris.

## Théâtre
- 1995 : La Dispute de Marivaux, mis en scène par Fabien André. (Azor)
- 1995 : Macbeth de Shakespeare, mis en scène par Catherine Dasté.
- 1995-1996 : Thyeste de Sénèque, mis en scène par Adel Hakim.
- 1997-1999 : Parents ou le Lien charnel d'après Hervé Guibert, mis en scène par Christian Germain.
- 1999 : Mithridate de Racine, mis en scène par Eugène Green.
- 2000 : Les possibilités d'Howard Barker, mis en scène par Jerzy Klesyk.
- 2000 : Tout est bien qui finit bien de William Shakespeare, mis en scène par Pierre Beffeyte.
- 2000 : Je suis un peu lâche écrit et mis en scène par Olivier Mellor.
- 2001-2002 : L'Éveil du printemps, de Frank Wedekind, mis en scène par Paul Desveaux.
- 2002-2004 : Le Monte-plats, d'Harold Pinter, mis en scène Olivier Mellor
- 2003 : La Tragédie du roi Richard II de William Shakespeare, mis en scène Paul Desveaux. (Bolingbroke)
- 2004 : Des voix qui s'embrassent (Cavaliers de la mer & L'Ombre de la vallée), deux pièces de John Millington Synge, mis en scène par Frédéric Leidgens. (Bartley: Cavaliers de la mer / Riders to the Sea (en) )
- 2005 : Les Brigands de Friedrich von Schiller, mis en scène par Paul Desveaux.
- 2006 : Les Caprices de Marianne, d'Alfred de Musset, mis en scène par Jean-Louis Benoît.
- 2009-2011 : L'Illusion comique de Corneille, mis en scène par Élisabeth Chailloux.
- 2011-2012 : Cyrano de Bergerac de Edmond Rostand, mise en scène par Olivier Mellor.
- 2011-2013 : Maman et moi et les hommes de Arne Lygre, mis en scène par Jean-Philippe Vidal.
- 2011-2013 : Le Médecin malgré lui de Molière, mis en scène par Laëtitia Guédon.
- 2013-2015 : Phèdre de Sénèque, mis en scène par Élisabeth Chailloux.
- 2014 : Le Complot des rêves, d'après Didier Convard (Le Manoir d'Orleur), adaptation et mis en scène par Jean-Philippe Vidal.
- 2014-2016 : Troyennes, d'Euripide/ Kevin Keiss, mis en scène par Laëtitia Guédon.
- 2015 : Oliver Twist, de Charles Dickens, mis en scène par Olivier Mellor.
- 2016-2018 : Le Songe d'une nuit d'été, de William Shakespeare, mis en scène par Guy-Pierre Couleau. (Démétrius)
- 2018-2019 : La Colombe et l'Epervier (Chateaubriand /Récamier), écrit et mis en scène par Benoît Marbot.
- 2019-2021 : Liberté à Brême, de Rainer Werner Fassbinder, mis en scène par Cédric Gourmelon.

## Filmographie

### Cinéma
- 1996 : La Méprise de François Sculier (moyen-métrage)
- 1997 : Tous nos vœux de bonheur de Jean-Pierre Améris (court-métrage).
- 2001 : Toutes les nuits d’Eugène Green.
  - Nommé au prix Michel Simon du meilleur acteur 2001
- 2003 : Le Monde vivant d’Eugène Green.
- 2004 : Le Pont des Arts d'Eugène Green.
  - Pré-sélectionné au César du meilleur espoir 2005
- 2005 : Nu devant un fantôme de Sébastien Betbeder (moyen-métrage)
- 2007 : Nuage de Sébastien Betbeder.
- 2008 : L'empreinte des lieux de Grégory Rateau (court-métrage).
- 2009 : Toutes les montagnes se ressemblent de Christelle Lheureux et Sébastien Betbeder (court-métrage).
- 2009 : Garde-corps de Lucrezia Lippi (court-métrage).
- 2009 : Un sourire malicieux éclaire son visage (A mischievous smile lights up her face) de Christelle Lheureux.
- 2009 : La Religieuse portugaise (A religiosa portuguesa) d'Eugène Green.
- 2014 : Le grand homme de Sarah Leonor.
- 2014 : Mon amie Victoria de Jean-Paul Civeyrac.
- 2015 : Le film des questions de Frank Smith.
- 2016 : Le Fils de Joseph d'Eugène Green.
- 2017 : Tout le monde a raison d'Emmanuel Mouret (court métrage).

### Télévision

#### Téléfilms
- 1999 : Julien l'apprenti, téléfilm de Jacques Otmezguine, Arte, Fr2.
- 2000 : Affaires familiales, épisode réalisé par Alain Sachs, TF1.
- 2001 : Ça s'appelle grandir, téléfilm d'Alain Tasma, Fr2.
- 2007 : Sauveur Giordano, épisode "Aspirant officier" réalisé par Bertrand Van Effenterre, TF1.
- 2014 : Les maîtresses de Louis XIV, docu-fiction réalisé par Laurent Frapat, M6.

## Divers
- Il enregistre pour France Culture, France Inter et Arte Radio, sous la direction de Frank Smith, Cédric Aussir, Juliette Heymann, Laure Egoroff, Sabine Zovighian.
- Il est également auteur de textes, poésie, théâtre, dont L'Élégie de Fortinbras, créé en 1999 aux Rencontres Jacques Copeau de Pernand-Vergelesses dans une mise en scène de Fabien André, puis repris au Théâtre des Quartiers d'Ivry ; et Brûle Narcisse (mon destin sans nuage), lauréat de l'Aide nationale à la création attribuée par Artcena, en cours de création.